# Choba
Choba of Chocoladeboter is een Nederlands broodbeleg van de Brinkers margarinefabriek, dat sinds 1946 wordt verkocht. 
Choba is een margarine-product met cacao. 

Choba werd ontwikkeld als gevolg van de lage marges bij de productie van margarine, kort na de Tweede Wereldoorlog.
In de loop van de tijd is het product enigszins aangepast: De dierlijke vetten zijn vervangen door plantaardige en de verpakking werd in 2006 veranderd van een traditioneel pakje naar een kuipje, waarbij tevens de smeerbaarheid werd verbeterd. Ook zijn er tegenwoordig diverse gemengde varianten in glazen potjes en biologische varianten onder de naam Nuscobio verkrijgbaar. Enkele producten met name veganistische, palmolievrije varianten worden, overwegend buiten Nederland, verkocht onder de naam La Vida Vegan. De producten met de merknamen Choba, Nuscobio en La Vida Vegan, worden verkocht in onder meer het Verenigd Koninkrijk, Frankrijk, Spanje en Duitsland.